# Координатное пространство
Координатное пространство — это плоское пространство, которое устанавливает позицию двухмерных объектов при использовании двух опорных осей, которые являются перпендикулярными друг к другу.
Все физические явления могут быть описаны в разных пространствах: координатном, импульсном, фазовом и др. Описания математически эквивалентны, однако различаются сложностью и интуитивностью описания. В большинстве случаев, координатное пространство является интуитивно понятным и наиболее лёгким для понимания процесса, в нём протекающего, однако, в физике твёрдого тела в общем случае удобнее использовать импульсное описание.

## Определение
Назовём {\displaystyle n}-мерным вектором совокупность из {\displaystyle n} чисел поля {\displaystyle P,} эти числа — координатами вектора {\displaystyle {\vec {r}}={\vec {r}}(r_{1},r_{2},\ldots ,r_{n}).} Для определённости говорят, что данный вектор {\displaystyle {\vec {r}}} является радиус-вектором, хотя это не обязательно.
Множество {\displaystyle n}-мерных векторов, для которых определены операции:
- {\displaystyle {\vec {a}}={\vec {b}}\;\leftrightarrow \;\left\{{\begin{matrix}a_{1}=b_{1}\\a_{2}=b_{2}\\\ldots \\a_{n}=b_{n}\end{matrix}}\right.}
- {\displaystyle {\vec {a}}+{\vec {b}}=(a_{1}+b_{1},\;a_{2}+b_{2},\ldots ,a_{n}+b_{n})}
- {\displaystyle \lambda \cdot {\vec {a}}=(\lambda \cdot a_{1},\;\lambda \cdot a_{2},\ldots ,\lambda \cdot a_{n})}

называют {\displaystyle n}-мерным арифметическим пространством или {\displaystyle n}-мерным координатным пространством {\displaystyle P^{n}}.

## Свойства
Пусть {\displaystyle \exists {\vec {0}}=(0,0,\ldots ,0),{\vec {a}}=(a_{1},a_{2},\ldots ,a_{n}),\lambda \in \mathbb {R} ,\mu \in \mathbb {R} }
- Ассоциативность:

{\displaystyle ({\vec {a}}+{\vec {b}})+{\vec {c}}={\vec {a}}+({\vec {b}}+{\vec {c}})}
- Коммутативность:

{\displaystyle {\vec {a}}+{\vec {b}}={\vec {b}}+{\vec {a}}}
- Единственность решения уравнения:

{\displaystyle \forall {\vec {a}},{\vec {b}}\;\exists !\;{\vec {x}}\in P^{n}\;:\;{\vec {a}}+{\vec {x}}={\vec {b}}}
- Существование нейтрального элемента:

{\displaystyle \forall {\vec {a}}\;:\;{\vec {a}}+{\vec {0}}={\vec {a}}}
- Существование противоположного вектора:

{\displaystyle \forall {\vec {a}}\;\exists {\vec {b}}(b_{1}=-a_{1},\;b_{2}=-a_{2},\ldots ,b_{n}=-a_{n})\;:\;{\vec {a}}+{\vec {b}}={\vec {0}}}
- Ассоциативность скалярного умножения:

{\displaystyle \forall \lambda ,\mu \in \mathbb {R} \;:\;\lambda \cdot (\mu \cdot {\vec {a}})=(\lambda \cdot \mu )\cdot {\vec {a}}}
- Дистрибутивность умножения относительно сложения скаляров:

{\displaystyle (\lambda +\mu )\cdot {\vec {a}}=\lambda \cdot {\vec {a}}+\mu \cdot {\vec {a}}}
- Дистрибутивность умножения относительно сложения векторов:

{\displaystyle \lambda ({\vec {a}}+{\vec {b}})=\lambda \cdot {\vec {a}}+\lambda \cdot {\vec {b}}}
- Существование базис-векторов:

Пусть {\displaystyle \left\{{\begin{matrix}{\vec {v_{1}}}={\vec {v_{1}}}(1,0,\ldots ,0)\\{\vec {v_{2}}}={\vec {v_{2}}}(0,1,\ldots ,0)\\\vdots \\{\vec {v_{n}}}={\vec {v_{n}}}(0,0,\ldots ,1)\end{matrix}}\right.}
Тогда
- Эти векторы линейно независимы
- Любой вектор {\displaystyle {\vec {v}}={\vec {v}}(v_{1},v_{2},\ldots ,v_{n})} можно представить как {\displaystyle {\vec {v}}=v_{1}\cdot {\vec {v_{1}}}+v_{2}\cdot {\vec {v_{2}}}+\ldots +v_{n}\cdot {\vec {v_{n}}}}

## Операторы в координатном пространстве
Все операторы могут быть обобщены на {\displaystyle n}-мерный случай, однако для простоты в этом разделе будут рассматриваться только трёхмерные случаи.
- Лапласиан:

{\displaystyle \Delta ={\partial ^{2} \over \partial x^{2}}+{\partial ^{2} \over \partial y^{2}}+{\partial ^{2} \over \partial z^{2}}}
- Набла:

{\displaystyle \nabla ={\partial  \over \partial x}{\vec {i}}+{\partial  \over \partial y}{\vec {j}}+{\partial  \over \partial z}{\vec {k}}}
- Векторный оператор Лапласа[2]:

{\displaystyle {\vec {\Delta }}{\vec {A}}=\nabla (\nabla \cdot {\vec {A}})-\nabla \times (\nabla \times {\vec {A}})}
- Оператор импульса:

{\displaystyle \mathbf {\hat {p}} =-i\hbar \nabla }